# La Conquista (opera)
La Conquista (conosciuta anche con il nome di Montezuma) è un'opera in due atti di Lorenzo Ferrero su un libretto in tre lingue dello stesso compositore e Frances Karttunen, basata su un'idea drammaturgica di Alessandro Baricco. Rappresenta i principali episodi della conquista spagnola dell’impero azteco nel 1521 e la conseguente distruzione della civiltà azteca. Il libretto (in Inglese, Spagnolo e Nahuatl) è un misto di fonti storiche e letterarie tratte dalla letteratura indigena ed europea, mantenute, con rare eccezioni, nella loro lingua originale. I testi sono tratti dalla Historia verdadera de la conquista de la Nueva España di Bernal Díaz del Castillo, dal libro XII del Codice fiorentino, da opere di Juan Boscán Almogáver, Bernardino de Sahagún, Lope de Vega, Heinrich Heine, e da preghiere, canti e poesie azteche contenute nei Cantares Mexicanos e nei Romances de los señores de Nueva España.
Il linguaggio musicale contiene pochissime influenze etniche, ma l'uso del Nahuatl, caratterizzato dalla distinzione fra vocali lunghe e brevi, impone un ritmo specifico alle parti vocali.

## Esecuzioni
La prima esecuzione, con la regia di Nicholas Muni e la direzione di Zbyněk Müller ha avuto luogo al Teatro Nazionale di Praga il 12 marzo 2005. Una completa suite sinfonico-corale è stata eseguita al festival Settembre Musica di Torino il 7 settembre 2006, dall'orchestra e coro del Teatro Regio di Torino sotto la direzione di Jan Latham-Koenig.

## Compagnia di canto della prima
| Personaggio                                | Registro vocale        | Compagnia della prima, 12 marzo 2005 (Direttore: Zbyněk Müller) |
| ------------------------------------------ | ---------------------- | --------------------------------------------------------------- |
| Montezuma, imperatore azteco               | tenore                 | Jozef Kundlák                                                   |
| Hernán Cortés, condottiero spagnolo        | baritono               | Ivan Kusnjer                                                    |
| Bartolomé de Olmedo, frate mercedario      | basso                  | Jiři Kalendovský                                                |
| Pedro de Alvarado, condottiero spagnolo    | tenore                 | Jaroslav Březina                                                |
| Doña Marina, l'interprete di Hernán Cortés | cantante pop/rock/folk | Radka Fišarová                                                  |
| Aztechi, soldati, coro e danzatori.        |                        |                                                                 |

## Trama
Luogo: il campo di Cortéz presso Villa Rica de la Vera Cruz e Tenochtitlán
Epoca: dal 1519 al 1521
Atto I
Le cronache azteche profetizzano disastri negli anni che precedono l'arrivo degli spagnoli. Un giorno, la preghiera nel tempio dell'imperatore Montezuma (nel libretto scritto più correttamente Moteuczoma), è interrotta dall'ingresso di un gruppo di messaggeri che portano la notizia dell'approdo degli spagnoli sulla costa del Golfo. Montezuma è visibilmente preoccupato e chiede agli uomini di mantenere il segreto. L'imperatore offre un sacrificio agli dei e un sacerdote spruzza col sangue della vittima i messaggeri, che sono mandati indietro con un messaggio e numerosi doni per i nuovi arrivati. Rimasto solo, Montezuma interroga l'incerto futuro.
Nella contemporanea Città del Messico una donna di nome Marina ha strani sogni di un lontano passato. Decide di affrontare questi incubi ricorrenti.
Gli emissari di Montezuma arrivano al campo di Cortés e dei suoi compagni e presentano i loro doni. I soldati li imprigionano e li spaventano sparando in aria coi fucili. Alvarado e Cortés discutono sulle priorità della conquista, se preferire la ricerca dell'oro o l'evangelizzazione dei popoli indigeni. Quando Cortés cerca di costringere un azteco ad adorare la croce, padre Olmedo si oppone a tale violenza e allontana la delegazione. Cortés ordina ad Alvarado di affondare le navi come precauzione per possibili ammutinamenti. Mentre guarda le navi bruciare Cortés lamenta il fatto che la Spagna è matrigna verso i suoi propri figli, che portano al re “infinite terre” e a Dio “infinite anime.” Durante il fuoco Marina e Cortés si incrociano e si notano. Marina esprime i propri contraddittori pensieri sull'incontro con questo strano uomo.
Cortés guida le truppe verso l'interno in direzione di Tenochtitlan. I conquistatori superano inaccessibili montagne, e dopo una lunga marcia disseminata di scontri con tribù locali raggiungono il Paso de Cortés che sovrasta la Valle del Messico gettando "un primo sguardo a cose mai sentite, viste, o sognate prima.”
Atto II
Tutti i tentativi di dissuadere Cortés dal raggiungere Tenochtitlan sono falliti. Montezuma e Cortés si incontrano sulla Grande Strada Rialzata che porta alla capitale. Venendo da direzioni opposte in un lungo e complesso cerimoniale il corteo di Montezuma e l'armata di Cortés si incontra. L'imperatore veste Cortés coi fiori del suo giardino, l'onore più alto che può concedere. A sua volta, Cortés cerca di abbracciarlo ma è trattenuto da un personaggio del seguito. Marina si trova al tempo stesso dentro e fuori la scena. Pantomima la traduzione della conversazione, mentre la sua voce fuori campo descrive la scena. In conclusione Montezuma invita gli spagnoli ad entrare in città.
In assenza di Cortés e approfittando delle cerimonie religiose azteche presso il Templo Major, Alvarado e i suoi uomini compiono un massacro. Cortés, lontano, pensa, scrive, prega ma non riesce a decidersi sulla soluzione finale. La notizia del massacro lo raggiunge e decide di tornare a Tenochtitlan. Nella cella in cui è tenuto prigioniero, Montezuma cerca di rispondere alla domanda “perché?” Gravemente ferito, sta morendo, e teme per il destino futuro della sua terra e del suo popolo, ripetendo insistentemente la domanda.
Gli aztechi si rivoltano e cacciano temporaneamente gli invasori. Durante la ritirata ci sono molte perdite fra gli spagnoli. Marina si aggira senza meta fra le vittime. Il suo sogno è ormai chiaro: è la fine di un mondo, uno dei molti mondi possibili, uno dei molti sogni possibili. La data 1 cōātl dell'anno 3 calli scritto in simboli aztechi si trasforma nel sistema numerico occidentale: 3 agosto 1521.

## Arie ed estratti significativi
L'opera è stata preceduta da sei poemi sinfonici intitolati La Nueva España. Scritti tra il 1990 e il 1999, seguono l'ordine cronologico degli avvenimenti storici: 1. Presagios, 2. Memoria del fuego, 3. La ruta de Cortés, 4. El encuentro, 5. La matanza del Templo Mayor, e 6. La noche triste.
La Nueva España è stata registrata da Naxos Records e pubblicata nel 2000.

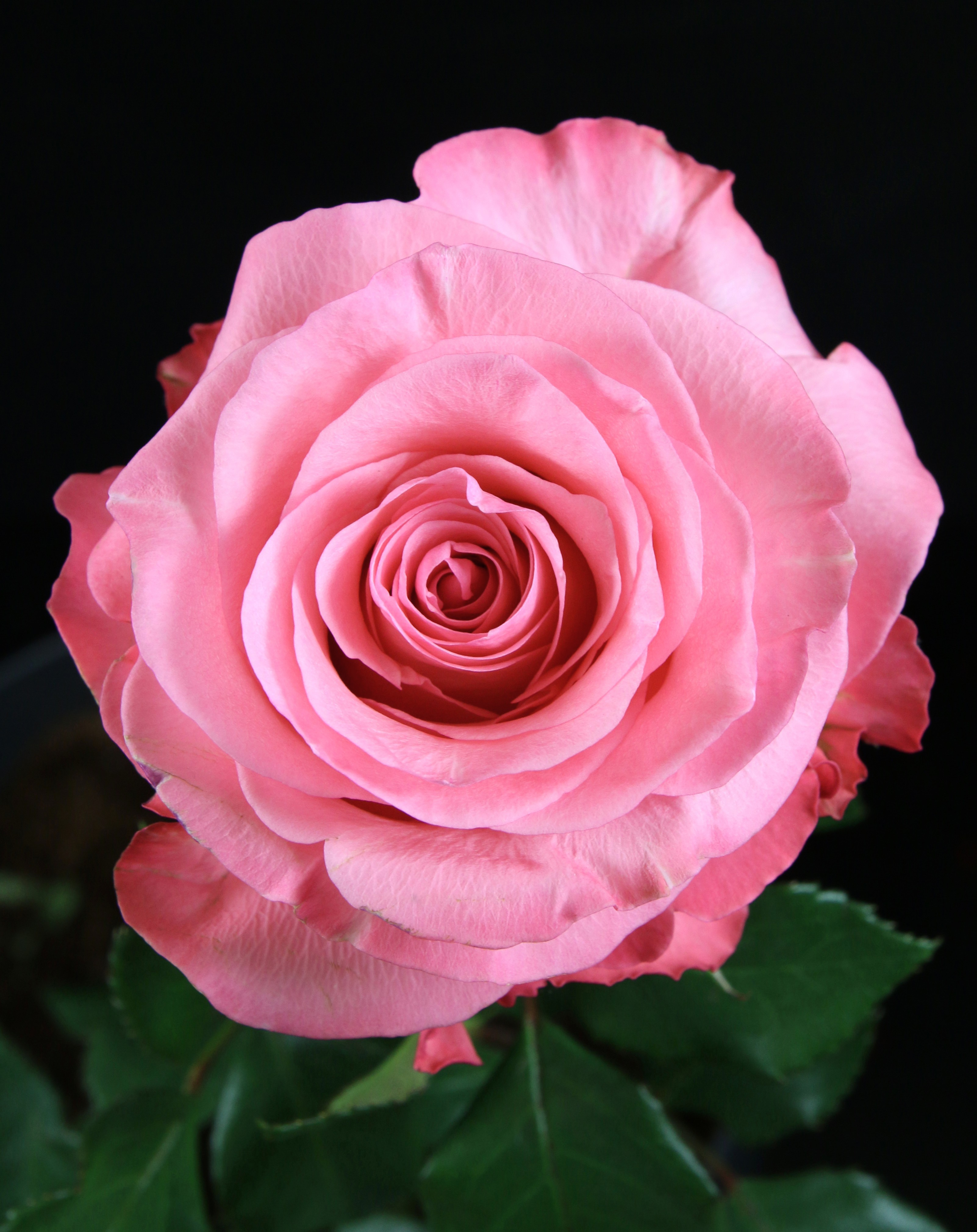
Rosa Conquista

## Eponimo
Nel 2014, il nome di quest'opera è stato dato a una varietà di rosa, "Conquista".